# Ceylanpınar
Ceylanpınar (Serê Kaniyê en kurde) est une ville et un district de la province de Şanlıurfa dans la région de l'Anatolie du sud-est en Turquie, à la frontière turco-syrienne.

## Histoire
Il s'agit de la partie restée turque (et rebaptisée d'un nom turc) de la ville de Ra’s al-‘Ayn, située de l'autre côté de la frontière en territoire syrien.